# JoJo Siwa
Joelle Joanie „JoJo“ Siwa (19. května 2003, Omaha, Nebraska) je americká zpěvačka, herečka, tanečnice a influencerka. Proslavila se jako dětská hvězda v reality show Dance Moms a později si získala popularitu i jako internetová osobnost díky své výrazné osobnosti, pestrobarevnému stylu a charakteristickým mašlím do vlasů. Siwa se od té doby stala významnou ikonou mezi dětmi a mladými dospívajícími.

## Raný život a kariéra
K tanci a vystupování ji přivedla její matka Jessalynn, která je taneční trenérkou. V roce 2015 se Siwa objevila v populární reality show Dance Moms, kde spolu se svou matkou účinkovala ve čtvrté a páté řadě . Během účinkování v této show si JoJo získala publikum svým energickým vystupováním a barevnou módou, která se rychle stala jejím poznávacím znamením.

## Hudební kariéra
Po Dance Moms se Siwa pustila do hudební kariéry. V roce 2016 vydala svůj první singl Boomerang, který se zabývá tématy šikany a pozitivního přístupu k sobě samému. Píseň se rychle stala virální na sociálních sítích a na YouTube, kde má dnes stovky milionů zhlédnutí. Další úspěšné singly, jako Kid in a Candy Store, následovaly a upevnily její popularitu . V roce 2024 vydala kontroverzní singl Karma, ve kterém drasticky změnila svou vizáž, čímž spustila obrovskou vlnu kontroverzí.

## Podnikání a vliv na mladou generaci
JoJo Siwa se stala jednou z nejvlivnějších postav mezi dětmi a dospívajícími. Vybudovala si značku prostřednictvím široké škály produktů, včetně oděvů, doplňků, knih a hraček Její charakteristické mašle do vlasů byly oblíbené mezi jejími fanoušky a staly se symbolem odvahy být sám sebou. Siwa navíc vystupovala na vlastních turné, včetně D.R.E.A.M. The Tour, které bylo určené především dětem a jejich rodinám.

## Osobní život
JoJo Siwa je otevřenou podporovatelkou LGBTQ+ komunity a v roce 2021 veřejně sdílela, že se identifikuje jako queer.